# Elecciones legislativas de la República Checa de 2021
Las elecciones legislativas de la República Checa de 2021 se llevaron a cabo los días 8 de octubre y 9 de octubre de 2021. Fueron elegidos 200 miembros de la Cámara de Diputados y el líder del gobierno resultante se convertirá en el Primer Ministro.
Desde las elecciones de 2017, la República Checa ha sido dirigida por un gobierno minoritario formado por ANO 2011, dirigido por el primer ministro Andrej Babiš, y el Partido Socialdemócrata, dirigido por el ministro del Interior, Jan Hamáček, con el apoyo del Partido Comunista de Bohemia y Moravia. El principal partido de oposición es el Partido Democrático Cívico, seguido del Partido Pirata. Otros partidos en la Cámara de Diputados incluyen a SPD, TOP 09, STAN y KDU-ČSL.
Andrej Babiš se postula nuevamente como líder de ANO 2011, y los principales partidos parlamentarios de oposición han formado dos alianzas electorales: SPOLU y Piratas y Alcaldes.
El resultado fue una victoria para la alianza liberal conservadora SPOLU, que obtuvo el mayor número de votos, mientras que el partido populista ANO 2011 obtuvo el mayor número de escaños. Los partidos de la oposición obtuvieron la mayoría en la Cámara de Diputados y acordaron formar un gobierno de coalición con el líder del SPOLU, Petr Fiala, como nuevo primer ministro. Los partidos de izquierda ČSSD y KSČM no alcanzaron el umbral del 5% para obtener escaños en la Cámara por primera vez desde la división de Checoslovaquia en 1993. El Partido Pirata, que era uno de los principales partidos de la oposición, fue derrotado debido a los votos preferenciales y obtuvo solo 4 escaños en la Cámara de Diputados. Petr Fiala fue nombrado nuevo primer ministro el 28 de noviembre de 2021.

## Sistema electoral
Durante las elecciones anteriores, los 200 miembros de la Cámara de Diputados fueron elegidos de 14 distritos plurinominales por representación proporcional de lista abierta con un umbral electoral del 5%. El umbral se elevó al 10% para las alianzas bipartitas, al 15% para las alianzas tripartitas y al 20% para las alianzas de cuatro o más partidos. Los escaños se asignaron mediante el método D'Hondt. Los votantes pueden otorgar votos preferenciales a hasta cuatro candidatos en una lista. Los candidatos que reciben votos preferenciales de más del 5% de los votantes se colocan en la parte superior de su lista; en los casos en que más de un candidato reciba más del 5% de los votos preferenciales, se clasifican por orden de votos recibidos.
Se esperaba que las elecciones de 2021 se llevaran a cabo utilizando el mismo sistema electoral, pero el 2 de febrero de 2021 el Tribunal Constitucional se pronunció sobre una denuncia presentada por un grupo de senadores de Alcaldes e Independientes, Unión Cristiana y Demócrata y TOP 09, de que el sistema electoral era desproporcionado y favorecía a los partidos mayoritarios. La denuncia se centró en el método D'Hondt, la división del país en 14 distritos electorales y el aumento del umbral electoral para las alianzas. La decisión del Tribunal Constitucional, publicada el 3 de febrero de 2021, fijó el umbral de alianzas en el 5% y eliminó algunas disposiciones relativas a la asignación de escaños. Las nuevas disposiciones deben promulgarse antes de la elección.

## Antecedentes
Según la Constitución de la República Checa, cada cuatro años debe celebrarse una elección para la Cámara de Diputados, la cámara baja del Parlamento. El Gobierno depende de la Cámara de Diputados y permanece en el poder solo con la confianza de la mayoría de los parlamentarios. El artículo 19 (1) de la Constitución establece que cualquier ciudadano de la República Checa que tenga derecho a voto y tenga 21 años de edad es elegible para desempeñarse como diputado.
ANO 2011 emergió como la principal fuerza política en las elecciones legislativas de 2017 y formó un gobierno minoritario, que luego perdió un voto de confianza el 16 de enero de 2018. El partido luego formó un gobierno de coalición con los socialdemócratas, apoyado por el Partido Comunista de Bohemia y Moravia. Andrej Babiš se convirtió en el nuevo primer ministro.
El Partido Democrático Cívico emergió como la segunda fuerza política y principal partido de oposición, muy por delante del Partido Pirata.

## Partidos políticos
| Partido | Partido  | Partido                                     | Líder           | Ideología               |
| ------- | -------- | ------------------------------------------- | --------------- | ----------------------- |
|         | ANO 2011 | Alianza de Ciudadanos Descontentos          | Andrej Babiš    | Populismo               |
|         | ODS      | Partido Democrático Cívico                  | Petr Fiala      | Conservadurismo liberal |
|         | ČPS      | Partido Pirata                              | Ivan Bartoš     | Política pirata         |
|         | SPD      | Libertad y Democracia Directa               | Tomio Okamura   | Populismo de derecha    |
|         | KSČM     | Partido Comunista                           | Vojtěch Filip   | Comunismo               |
|         | ČSSD     | Partido Socialdemócrata                     | Jan Hamáček     | Socialdemocracia        |
|         | KDU-ČSL  | Unión Cristiana y Demócrata-Partido Popular | Marian Jurečka  | Democracia cristiana    |
|         | TOP 09   | Tradición Responsabilidad Prosperidad       | Markéta Adamová | Conservadurismo liberal |
|         | STAN     | Alcaldes e independientes                   | Vít Rakušan     | Liberalismo             |

## Encuestas
| Encuesta         | Fecha                 | Muestra | PaS  | ANO 2011 | SPOLU | SPD  | KSČM | CSSD | Přísaha | Svobodní | Trikolora | Zelených | Otros |
| ---------------- | --------------------- | ------- | ---- | -------- | ----- | ---- | ---- | ---- | ------- | -------- | --------- | -------- | ----- |
| CVVM             | 26 Jun–11 Jul 2021    | 621     | 21   | 23.5     | 21.5  | 9    | 8    | 6.5  | 3       | 2.5      | 2.5       | 2        | 3     |
| Ipsos            | 2–6 Jun 2021          | 1,040   | 22.4 | 23.5     | 23.1  | 9.6  | 4.7  | 4.7  | 4.6     |          |           | -        | -     |
| Kantar           | 7–18 Jun 2021         | 933     | 24   | 21.5     | 23.5  | 12.5 | 5.5  | 5    | 6       |          |           | -        | -     |
| Median           | 1–30 Jun 2021         | 1,033   | 21.5 | 26       | 20    | 8    | 5.5  | 5    | 6       | 3.5      | 3.5       | 2        | 2.5   |
| STEM             | 21–29 Jun 2021        | 1,010   | 24.1 | 26.7     | 17.4  | 10.9 | 5.5  | 5.5  | 5.1     | 2.6      | 2.6       | 1.6      | 0.6   |
| Kantar           | 7 Jul– 18 Jun 2021    | 933     | 24   | 21.5     | 23.5  | 12.5 | 4.5  | 3.5  | 6       | -        | -         | -        | 4.5   |
| Data Collect     | 31 May–11 Jun 2021    | 882     | 25.5 | 20.5     | 19.5  | 10.5 | 5.5  | 5    | 5       | 3        | 3         | -        | 5.5   |
| CVVM             | 29 May–13 Jun 2021    | 643     | 22.5 | 24.5     | 19.5  | 9.5  | 7.5  | 7.5  | 2.5     | 3.5      | 3.5       | 1.5      | 1.5   |
| Kantar           | 10–28 de mayo de 2021 | 919     | 26   | 20       | 21.5  | 10   | 5.5  | 3    | -       | 4        | 4         | 2        | 4.0   |
| Ipsos            | 15–26 de mayo de 2021 | 965     | 23.7 | 22.1     | 23.1  | 10.2 | 5.8  | 4.1  | -       | 3.4      | 3.4       | 1.2      | 3     |
| Data Collect     | 3–21 de mayo de 2021  | 875     | 27   | 19.4     | 20.7  | 13   | 6.2  | 3.6  | -       | 2.3      | 2.3       | -        | 4     |
| Kantar           | 12–30 Abr 2021        | 1,200   | 27   | 21       | 21.5  | 12   | 5    | 4    | -       | 2.5      | 2.5       | -        | 2.5   |
| Sanep            | 15–21 Abr 2021        | 1,981   | 26.4 | 23.9     | 17.7  | 10.5 | 5.7  | 5.1  | -       | 5        | 5         | 1.4      | 1.3   |
| Ipsos            | 8–12 Abr 2021         | 1,009   | 27.9 | 22.2     | 21.7  | 10   | 5.4  | 4.5  | -       | 3.6      | 3.6       | -        | 2.2   |
| Data Collect     | 25 Mar-1 Abr 2021     | 1,200   | 28.5 | 22.1     | 18.2  | 13.4 | 2.8  | 3.7  | -       | 5.1      | 5.1       | -        | 6.2   |
| Ipsos            | 12–16 Mar 2021        | 1,036   | 26.9 | 25.3     | 20.9  | 9.5  | 4    | 4    | -       | 1.9      | 3.1       | 1.5      | 2.8   |
| Median           | 1–29 Mar 2021         | 1,013   | 27.5 | 24.5     | 17.5  | 10   | 7.5  | 4    | -       | -        | 3         | 2        | 3.5   |
| Kantar           | 15 Feb–5 Mar 2021     | 921     | 34   | 22       | 17.5  | 11   | 5.5  | 4.5  | -       | -        | -         | -        | 5.5   |
| Ipsos            | 15–19 Feb 2021        | 1,002   | 24.9 | 25.4     | 20.5  | 9.4  | 4.8  | 5.5  | -       | 1.8      | 3.4       | 1.6      | 2.7   |
| Median           | 1 Feb - 2 Mar 2021    | 1,048   | 25   | 26.5     | 18.5  | 10   | 8    | 4.5  | -       | -        | 2.5       | 1.5      | 3.5   |
| Kantar           | 18 Ene–5 Feb 2021     | 1,200   | 29.5 | 26.5     | 19.5  | 10.5 | 5    | 4    | -       | -        | -         | -        | 5     |
| Ipsos            | 15–19 Ene 2021        | 1,018   | 23.2 | 27.2     | 21.7  | 8.4  | 6    | 5.8  | -       | 1,9      | 3.6       | 1.2      | 0.8   |
| Median           | 1–21 Ene 2021         | 1,062   | 25   | 26.5     | 18.5  | 9    | 7    | 7    | -       | -        | 2         | 1.5      | 3.5   |
| Phoenix Research | 1–10 Ene 2021         | 1,038   | 19.3 | 25.5     | 20.3  | 9    | 4.1  | 5.6  | -       | -        | 3.9       | -        | 3.6   |

## Resultados
|  | 27.79 % |

|  | 27.13 % |

|  | 15.61 % |

|  | 9.56 % |

|  | 4.68 % |

|  | 4.65 % |

|  | 3.60 % |

|  | 2.76 % |

|  | 1.33 % |

|  | 0.99 % |

|  | 0.40 % |

|  | 0.31 % |

|  | 0.26 % |

|  | 0.21 % |

|  | 0.16 % |

|  | 0.15 % |

|  | 0.12 % |

|  | 0.09 % |

|  | 0.06 % |

|  | 0.03 % |

|  | 0.01 % |

|  | 0.01 % |

|  | 99.32 % |

|  | 0.68 % |

|  | 100.00 % |

|  | 65.43 % |

### Mapas de resultados

SPOLU
ANO 2011
PaS
SPD

### Distribución de escaños por partidos individuales
|         |                                             |         |
| Partido | Partido                                     | Escaños |
|         | ANO 2011                                    | 72      |
|         | Partido Democrático Cívico                  | 34      |
|         | Alcaldes e independientes                   | 33      |
|         | Unión Cristiana y Demócrata-Partido Popular | 23      |
|         | Libertad y Democracia Directa               | 20      |
|         | Tradición Responsabilidad Prosperidad       | 14      |
|         | Partido Pirata                              | 4       |
| Fuente: |                                             |         |

### Resultados por región

Resultados por región
ANO 2011
SPOLU

|  | 29.1 % |

|  | 26.7 % |

|  | 13.5 % |

|  | 9.0 % |

|  | 30.0 % |

|  | 25.4 % |

|  | 14.2 % |

|  | 9.4 % |

|  | 20.2 % |

|  | 33.1 % |

|  | 14.2 % |

|  | 12.8 % |

|  | 28.6 % |

|  | 27.0 % |

|  | 15.1 % |

|  | 9.1 % |

|  | 22.8 % |

|  | 26.9 % |

|  | 21.4 % |

|  | 11.0 % |

|  | 20.6 % |

|  | 33.7 % |

|  | 11.1 % |

|  | 12.8 % |

|  | 24.5 % |

|  | 29.8 % |

|  | 12.4 % |

|  | 12.2 % |

|  | 28.5 % |

|  | 26.8 % |

|  | 14.1 % |

|  | 9.4 % |

|  | 26.6 % |

|  | 29.0 % |

|  | 13.9 % |

|  | 10.0 % |

|  | 40.0 % |

|  | 17.5 % |

|  | 22.6 % |

|  | 4.6 % |

|  | 28.7 % |

|  | 24.9 % |

|  | 19.5 % |

|  | 7.8 % |

|  | 19.8 % |

|  | 35.6 % |

|  | 14.0 % |

|  | 11.9 % |

|  | 28.0 % |

|  | 26.7 % |

|  | 13.5 % |

|  | 8.9 % |

|  | 27.8 % |

|  | 27.0 % |

|  | 13.4 % |

|  | 11.4 % |

### Escaños obtenidos por Región
| Región             | ANO 2011           | SPOLU | Pas | SPD | Total |   |    |
| ------------------ | ------------------ | ----- | --- | --- | ----- | - | -- |
| Región             | Bohemia Meridional | 5     | 5   | 2   | Total | 1 | 13 |
| Moravia Meridional | 8                  | 9     | 4   | 2   | 23    |   |    |
| Karlovy Vary       | 2                  | 1     | 1   | 1   | 5     |   |    |
| Hradec Králové     | 4                  | 4     | 2   | 1   | 11    |   |    |
| Liberec            | 3                  | 2     | 2   | 1   | 8     |   |    |
| Moravia-Silesia    | 10                 | 6     | 3   | 3   | 22    |   |    |
| Olomouc            | 5                  | 4     | 2   | 1   | 12    |   |    |
| Pardubice          | 3                  | 4     | 2   | 1   | 10    |   |    |
| Pilsen             | 4                  | 4     | 2   | 1   | 11    |   |    |
| Praga              | 5                  | 11    | 6   | 1   | 23    |   |    |
| Bohemia Central    | 8                  | 10    | 6   | 2   | 26    |   |    |
| Ústí nad Labem     | 7                  | 3     | 2   | 2   | 14    |   |    |
| Vysočina           | 4                  | 4     | 1   | 1   | 10    |   |    |
| Zlín               | 4                  | 4     | 2   | 2   | 12    |   |    |
| Total              | 72                 | 71    | 37  | 20  | 200   |   |    |

## Formación de gobierno
El 2 de noviembre las coaliciones SPOLU y PaS acordaron la formación de gobierno en la cual el Primer ministro y los ministerios de Finanzas, Trabajo y Asuntos Sociales, Defensa, Transporte, Salud, Agricultura, Justicia, Medio Ambiente, Cultura y Ciencia serán de SPOLU y los de Interior, Industria, Educación, Desarrollo local, Asuntos exteriores, Legislatura y Unión Europea serán de PaS.
El líder de SPOLU, Petr Fiala se reunió con el presidente Miloš Zeman el 17 de noviembre de 2021 y le presentó los nombres de su gabinete propuesto. Zeman declaró que nombraría a Fiala como nuevo primer ministro el 26 de noviembre de 2021, pero expresó su desacuerdo con un posible ministro, según los medios checos, Jan Lipavský, el candidato a ministro de Relaciones Exteriores.